# Condado de Wirt
El condado de Wirt (en inglés: Wirt County), fundado en 1848, es uno de los 55 condados del estado estadounidense de Virginia Occidental. En el año 2000 tenía una población de 5.873 habitantes con una densidad poblacional de 10 personas por km². La sede del condado es Elizabeth.

## Geografía
Según la Oficina del Censo, el condado tiene un área total de 609 km² (235,1 mi²), de la cual 603 km² (232,8 mi²) es tierra y 5 km² (1,9 mi²) (0.79%) es agua.

### Condados adyacentes
- Condado de Wood - noroeste
- Condado de Ritchie - noreste
- Condado de Calhoun - sureste
- Condado de Roane - sur
- Condado de Jackson - suroeste

### Carreteras
- Ruta de Virginia Occidental 5
- Ruta de Virginia Occidental 14
- Ruta de Virginia Occidental 53

## Demografía
En el 2000 la renta per cápita promedia del condado era de $30,748, y el ingreso promedio para una familia era de $33,872. En 2000 los hombres tenían un ingreso per cápita de $29,088 versus $17,965 para las mujeres. El ingreso per cápita para el condado era de $14,000. Alrededor del 19.60% de la población estaba bajo el umbral de pobreza nacional.

## Ciudades y pueblos

### Comunidades incorporadas
- Elizabeth

### Comunidades no incorporadas
| - Beaverdam - Beulah Hill - Brohard - Burning Springs - Cherry - Creston | - Enterprise - Freeport - Garfield - Greencastle - Hilbert - Ivan | - Lucile - McClain - Morristown - Munday - Newark - Palestine | - Peewee - Rover - Sanoma - Two Run - Windy - Zackville |